# Davao del Norte

Prowincja Davao del Norte na mapie Filipin

Davao del Norte – prowincja na Filipinach, położona w środkowej części wyspy Mindanao.
Od południa granicę wyznacza Zatoka Davao, od zachodu prowincja Bukidnon, od północy prowincja Agusan del Sur, od wschodu prowincja Compostela Valley. Powierzchnia: 3462,82 km². Liczba ludności: 847 440 mieszkańców (2007). Gęstość zaludnienia wynosi 244,7 mieszk./km². Stolicą prowincji jest Tagum.